# Delphinium leiostachyum
Delphinium leiostachyum är en ranunkelväxtart som beskrevs av Wen Tsai Wang. Delphinium leiostachyum ingår i släktet storriddarsporrar, och familjen ranunkelväxter. Inga underarter finns listade i Catalogue of Life.